# La Puerta (Salta)
La Puerta es una localidad del departamento Molinos, provincia de Salta, en el noroeste de Argentina.  

## Población
Contaba con 265 habitantes (Indec, 2001), en el censo anterior de 1991 figuraba como población rural dispersa.

## Sismicidad
La sismicidad del área de Salta es frecuente y de intensidad baja, y un silencio sísmico de terremotos medios a graves cada 40 años